# Rogero di Puglia
Rogero di Puglia (* 1201/1205?, Torre Magiore, Puglia, Italien; † 14. April 1266) war zwischen dem 30. April 1249 und seinem Tod ein römisch-katholischer Erzbischof von Spalato (heute Split, Kroatien), Historiker und Autor von Carmen Miserabilae.
Nach dem Abschluss seiner theologischen Studien in Rom war er als Kaplan im Dienste des Kardinals Giacomo Pecorari (1170–1244) tätig. 1232 begleitete er seinen Kardinal in einer apostolischen Mission ins Königreich Ungarn, wo er Erzdiakon des römisch-katholischen Bistums Oradea wurde. Dort erlebte er den Mongolensturm und beschrieb dieses Geschehen in Carmen Miserabilae.
Am 30. April 1249 wurde er durch die Vermittlung des Kardinals Giovanni Tolentanus von Papst Innozenz IV. zum Erzbischof von Spalato ernannt.

## Werke
- Magister Rogerius: Carmen miserabile. Übersetzt von Helmut Stefan Milletich. Nachwort von Franz Probst. Edition Roetzer, Eisenstadt 1979, ISBN 3-85374-047-2 (Lateinisch / Deutsch).